# 모던휘그당
모던휘그당(영어: Modern Whig Party)은 미국의 신생 정당이다. 이 정당은 아프가니스탄 전쟁과 이라크 전쟁에 참전한 퇴역군인들이 결성한 것으로 알려져 있다.